# Клане в Хаити
Клането в Хаити от 1804 г. е масово убийство – пълно унищожаване на бялото население на новопрогласената Република Хаити – след революцията в Хаити, единствената успешна революция на роби в историята (в причинно-следствена връзка с френската революция – Хаити е френска колония).
Проведено е от чернокожото население на новата република по заповед на Жан-Жак Десалин (император Жак I). Клането обхваща цялата територия на Хаити и се провежда от началото на февруари до 22 април 1804 г. Изклани или убити са между 3000 до 5000 бели хора от всички възрасти и полове.
Отряди чернокожи войници шестват от къща на къща, избивайки цели бели семейства. Дори и тези бели, които са приятелски настроени и симпатизират на чернокожите, са като за начало хвърлени в затвора, а след това също убити. Втората вълна погроми се фокусира върху бели жени и деца.
Според конституцията на Хаити от 1805 г., право на собственост върху земя в Хаити може да имат само чернокожите.
Клането в Хаити от 1804 г. има сериозни и трайни последици върху историята на страната, както и за създаването на расовата враждебност в света.